# Жабриця однорічна
Жабриця однорічна (Seseli annuum) — вид трав'янистих рослин родини окружкові (Apiaceae), поширений у Європі.

## Опис
Багаторічна рослина 25–90 см. Обгорточки з вузьколанцетоподібних, з країв плівчастих листочків, які перевищують квітконіжки, а часто і весь зонтик. Стебла з короткими вгору спрямованими гілками, рівномірно листяний. Листки в контурі довгасто-яйцеподібні, тричі перисторозсічені, з лінійними, загорнутими вниз, краями. Плоди 2 мм довжиною.

## Поширення
Поширений у Європі від Іспанії до зх. Росії, минаючи північні регіони.
В Україні вид зростає у світлих і сухих лісах, на галявинах і узліссях, в степах, на схилах — у б. ч. України крім Криму; у степових районах рідко.

## Галерея

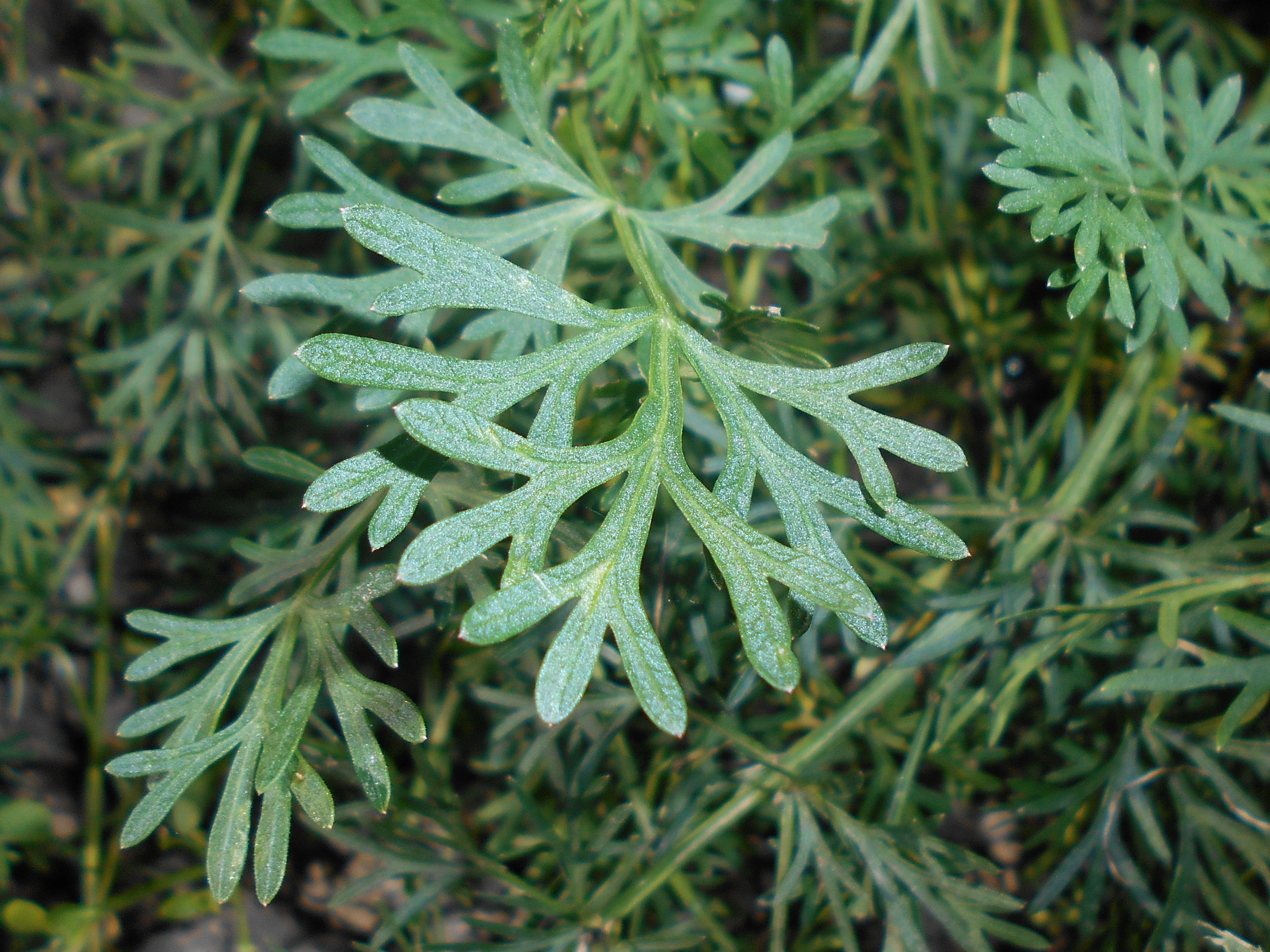
листок
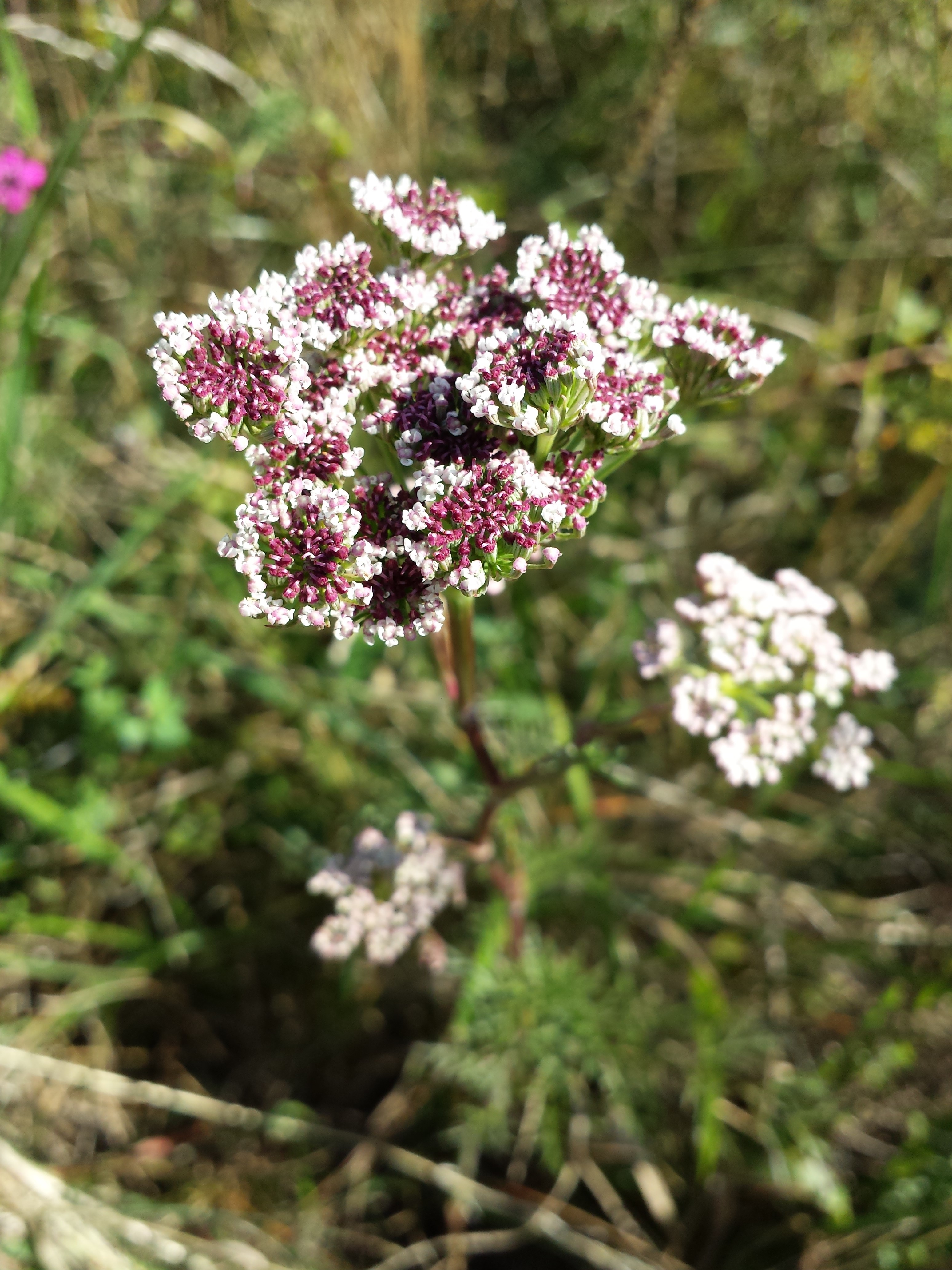
суцвіття з частково червоними пелюстками
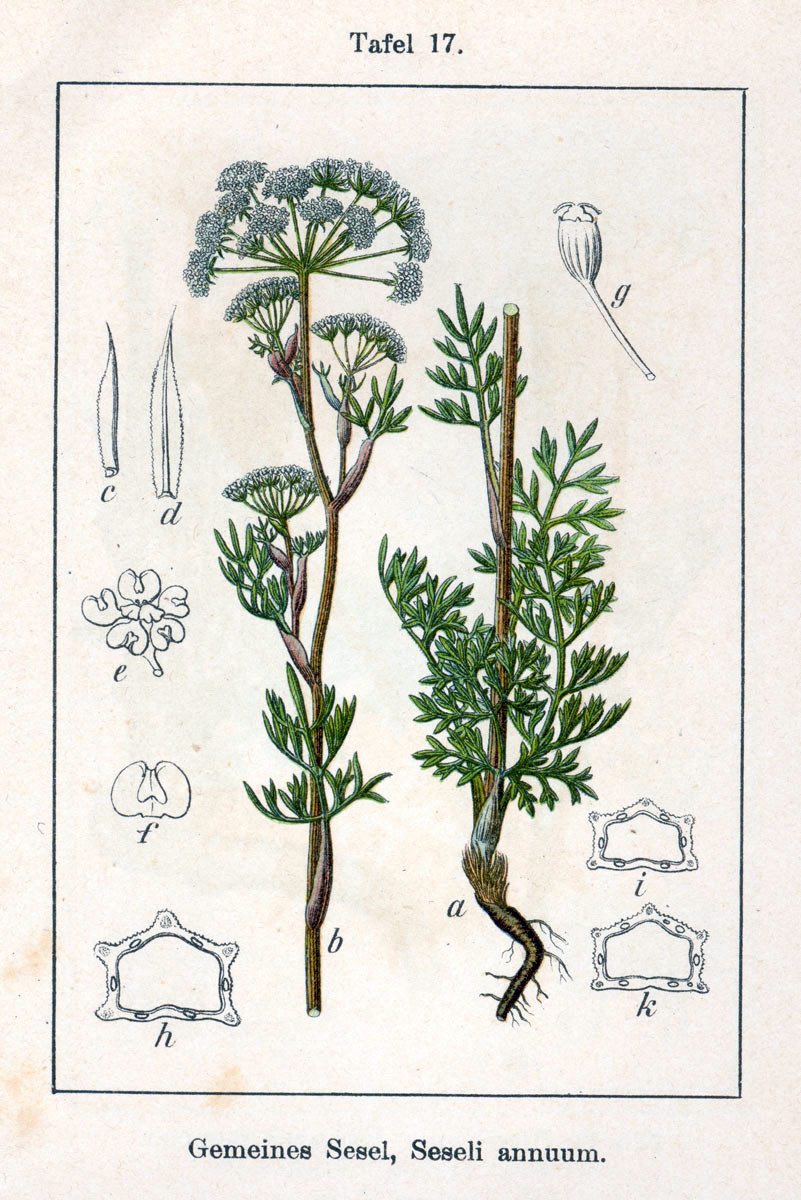
ілюстрація